# Benyllus nigrifacies
Benyllus nigrifacies är en stekelart som beskrevs av Heinrich 1934. Benyllus nigrifacies ingår i släktet Benyllus och familjen brokparasitsteklar. Inga underarter finns listade.